# Епра
Е́пра (ест. Epra küla) — село в Естонії, у волості Пиг'я-Сакала повіту Вільяндімаа.

## Населення
Чисельність населення на 31 грудня 2011 року становила 69 осіб.

## Географія
Поблизу населеного пункту проходить автошлях 24124 (Вільянді — Сууре-Яані).

## Історія
З 13 лютого 1992 до 21 жовтня 2017 року село входило до складу волості Сууре-Яані.